# Hetereleotris poecila
Hetereleotris poecila är en fiskart som först beskrevs av Fowler, 1946.  Hetereleotris poecila ingår i släktet Hetereleotris och familjen smörbultsfiskar. Inga underarter finns listade i Catalogue of Life.